# Postgeschichte und Briefmarken Mecklenburgs
Mecklenburg wurde durch den Hamburger Vergleich vom 8. März 1701 in zwei beschränkt autonome (Teil-)Herzogtümer geteilt: Mecklenburg-Schwerin und Mecklenburg-Strelitz, die einen gemeinsamen Staat bildeten, seit 1755 mit dem Landesgrundgesetzlichen Erbvergleich eine gemeinsame Verfassung und einen gemeinsamen Landtag hatten. 1815 wurden beide Landesteile durch den Wiener Kongress zu (Teil-)Großherzogtümern.

## Post

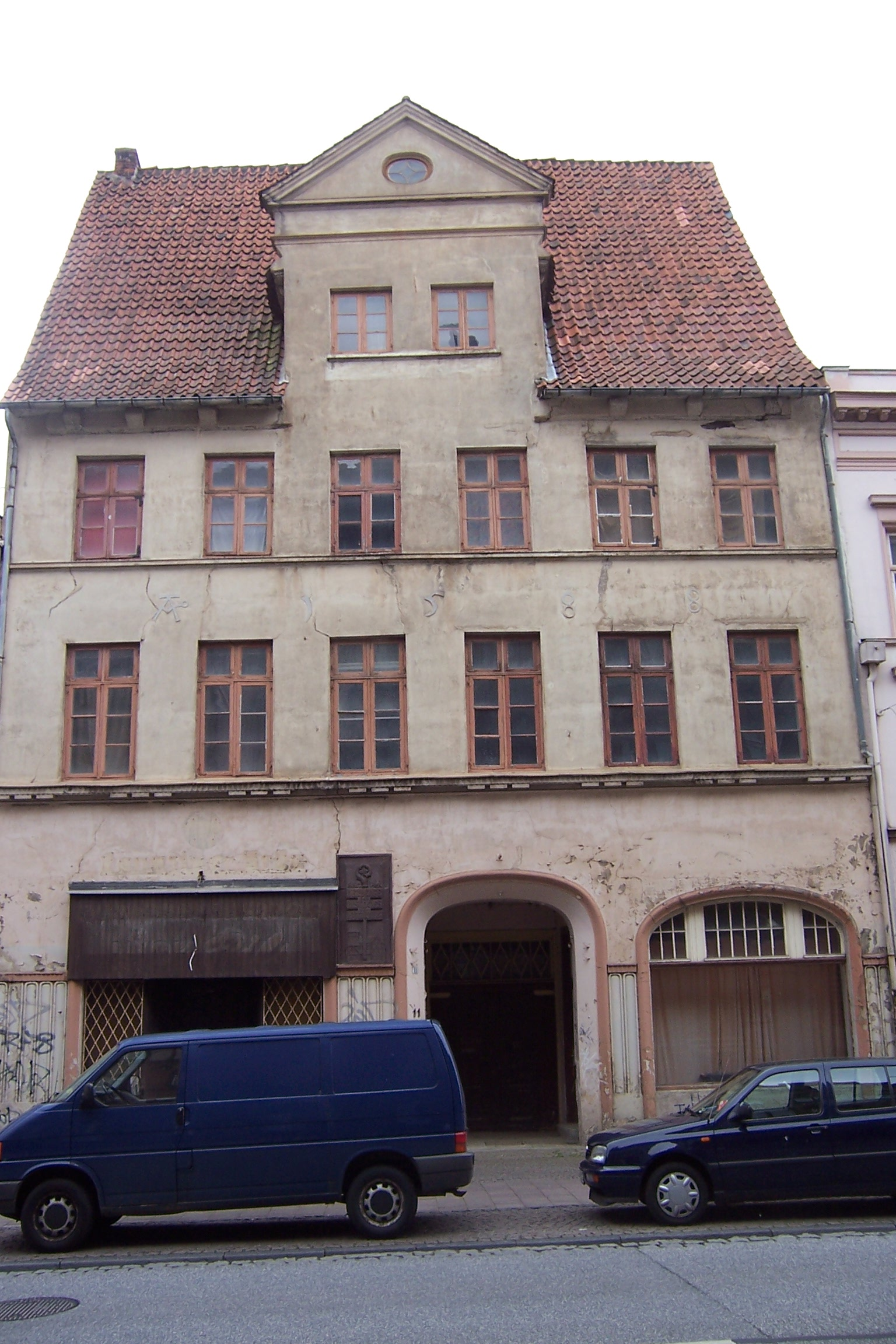
Bischofsherberge in Lübeck

Aus dem Jahre 1644 wird berichtet, dass eine erste regelmäßig verkehrende Post zwischen Schwerin und Rostock gefahren wurde. 1680 wurden die mecklenburgischen Landesposten von den Herzögen Gustav Adolf von Mecklenburg-Güstrow (1633–1695) und Christian Ludwig I. von Mecklenburg-Schwerin (1658–1692) begründet. Nach einigen Streitigkeiten kam es am 22. Juni 1717 zu einem Post-Vereinigungs-Abkommen zwischen Preußen und Mecklenburg-Strelitz. Aus dem Streit versuchte Hannover, als Schlichter angerufen, das Postregal an sich zu ziehen. Hannover hob die preußischen Posten in Boitzenburg und Escheburg auf und setzte seine Posten ein. Das Ergebnis war ein Streit mit Preußen.
Als die fremden Truppen das Land verlassen hatten, legte Preußen eine Post über Grabow bis Parchim an, mit Anschluss an die mecklenburgische Post nach Plau. Dort war Anschluss an den Berlin-Güstrower Kurs, der im Jahre 1713 über Fehrbellin, Ruppin und Wittstock angelegt worden war.
1755 wurde, durch ein Edikt des Herzogs Christian Ludwig II. (1683–1759), der Postzwang eingeführt. Ein neues Reglement wurde 1759 erlassen. Es regelte das Extrapostwesen und das Stafettenwesen. Eine Portotabelle für Briefe und Akten erschien 1764. Eine Postordnung von 1770 verbot die Beförderung von Briefen und Paketen unter 25 Pfund. Bis 1849 wurde das mecklenburg-schwerinsche Postwesen durch ein Kammer-Kollegium verwaltet. Seit dem 1. November 1849 leitete eine General-Postdirektion unter dem Finanzminister die Geschicke der Post.
Am 1. Juli 1850 traten beide Landesteile dem Deutsch-Österreichischen Postverein bei.

### Dobbertiner Klosterbote
Das Hoheitsrecht über das Postwesen in Mecklenburg-Schwerin oblag Anfang des 18. Jahrhunderts Herzog Karl Leopold (Mecklenburg). Doch während der langwierigen Streitigkeiten zwischen dem Fürsten und den Landständen wurde das mecklenburgische Postwesen kaum beachtet, obwohl es damals schon eine wichtige Rolle im wirtschaftlichen Leben spielte. Das hatte auch der Klosterhauptmann Joachim Lütke von Bassewitz erkannt. Das Kloster Dobbertin ließ Briefe, Pakete und Personen durch klostereigene Boten und Kutschen befördern. Mit der Verordnung vom 25. Juli 1710 war auch in Mecklenburg-Schwerin der generelle Postzwang eingeführt worden. Sämtliche Briefe und kleine „postmäßige Päckereien“ waren nun durch die herzogliche Post zu befördern. Nur Frachtgegenstände durften noch durch das Fuhrgewerbe befördert werden. Unklar war die Gewichtsgrenze von Post und Frachten. Diese „Verordnungs-Lücke“ machte sich das Klosteramt bis 1740 zunutze. 1752 wurde eine zweimal wöchentlich kurierende Fahrpost von Parchim über Lübz, Goldberg und Dobbertin eingerichtet. Da dem Klosteramt die Beförderung von Briefen und Paketen nicht schnell und sicher genug ging, ließ der Klosterhauptmann Jobst Heinrich von Bülow ebenfalls zweimal wöchentlich „zur Unterhaltung des eigenen Postverkehrs einen Boten zwischen Dobbertin und Güstrow laufen“.  Nach 17-jährigem Streit erging an das Postamt Güstrow die Verfügung, die vom Klosterboten überbrachten Briefe nicht mehr anzunehmen. Der Klosterhauptmann August Friedrich von Strahlendorff brachte den Streitfall vor den Landtag, der sofort beim Herzog zu Gunsten des Klosters intervenierte. Daraufhin erging schon am 16. März 1770 die Verordnung: „Einem jeden Mitgliede unserer getreuen Ritter- und Landschaft bleibt es allemal unbenommen, dergleich ihm gehörige Sachen durch seine Fuhren und Boten fortbringen zu lassen ...“ Eigene Boten standen also nur Einzelpersonen, nicht Kollegien wie dem Kloster zu. Zwar wurde die Aufhebung des Klosterboten verfügt, aber im Kloster blieb alles beim Alten. 1926–1928 hatte das Kloster wegen des Boten wieder Streit mit der Regierung des Freistaats Mecklenburg-Schwerin. Das Urteil vom 1. Dezember 1927 sprach dem Kloster weiterhin das Recht auf die Haltung eines Klosterboten zu.

### Briefmarken

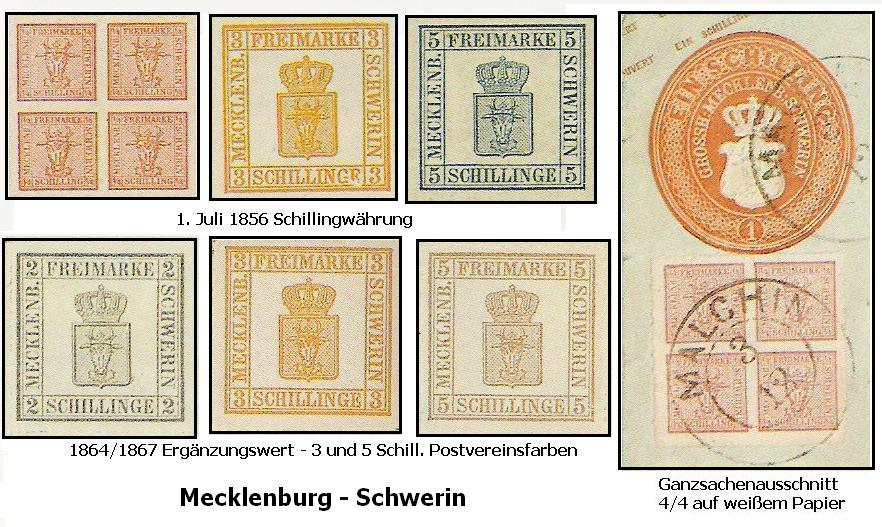
Markenbilder aus Mecklenburg-Schwerin

Mecklenburg-Schwerin führte am 1. Juli 1855 Briefmarken ein unter Mitwirkung des Postinspektors Friedrich Flügge. Trotz der unterschiedlichen Größe der Marken war ihr Bild doch gleich. Lediglich der Wert zu ¼ Schilling zeigt den gekrönten Stierkopf, alle übrigen das Große Wappen des Landes mit einer Krone, darüber FREIMARKE und darunter SCHILLINGE. An den senkrechten Seiten der Marke steht MECKLENB auf der linken und SCHWERIN auf rechten Seite. In den Ecken der Briefmarke ist der Wert des Postwertzeichen vermerkt. Die Ganzsachen sind mit fast runden Wertzeicheneindrucken versehen.

## Mecklenburg-Strelitz

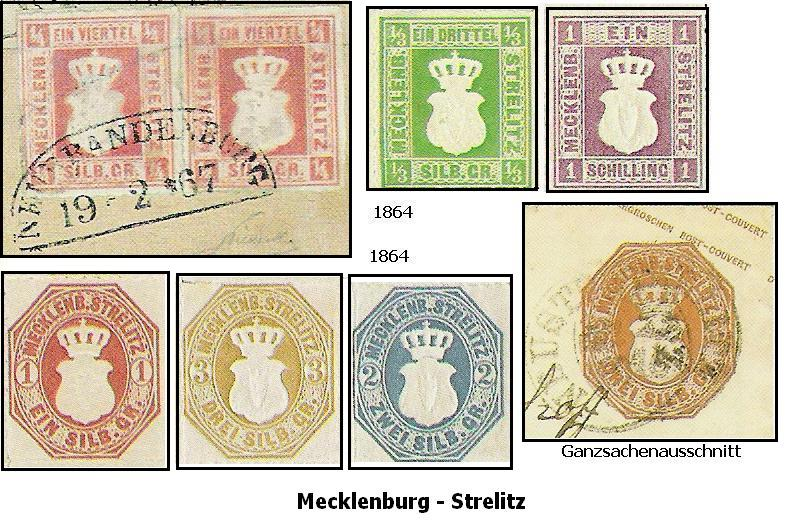
Markenbilder aus Mecklenburg-Strelitz

In Mecklenburg-Strelitz unterstand das Postwesen bis zum Übergang auf die Verwaltung des Norddeutschen Bundes noch dem Kammer- und Förstkollegium.
Erst 1864 führte Mecklenburg-Strelitz Briefmarken ein. Die rechteckigen Marken waren nur für den Verkehr im Inland bestimmt. Bei ihnen steht der Wert oben, die Währungsangabe (Silbergroschen bzw. Schilling) auf der Unterseite. An den senkrechten Seiten der Marke ist MECKLENB auf der linken und STRELITZ auf der rechten Seite vermerkt. Für den Verkehr mit anderen Staaten waren die Marken achteckig und in Postvereinsfarben. Im Achteck steht oben MECKLENB.STRELITZ, in der Mitte der Wert in Ziffer und unten der Wert in Worten mit der Währungsangabe SILB.GR. Die Wertzeicheneindrucke der Ganzsachen entsprechen denen der achteckigen Marken.

### Gedruckte Quellen
- Mecklenburgische Jahrbücher (MJB)

### Ungedruckte Quellen
Landeshauptarchiv Schwerin (LHAS)
- LHAS 3.2-3/1 Landeskloster/Klosteramt Dobbertin.